# Jeep DJ
Der Jeep DJ (Dispatcher Jeep) (dt.: Auslieferungs-Jeep) war eine Variante des Jeep CJ mit Hinterradantrieb. Er wurde von 1955 bis 1984 in verschiedenen Modellvarianten von Willys-Overland und später Kaiser Jeep hergestellt. 1967–1984 wurden Modelle unter AM-General-Ägide gefertigt.

## DJ-3A
Der DJ-3A wurde 1955 eingeführt. Er hatte die Karosserie des älteren CJ-3A und dessen Willys Go Devil Motor L-134. Anders als der CJ-3A hatte er ein manuelles Dreiganggetriebe mit Mittelschaltung. Es gab viele verschiedene Ausführungen, wie Cabriolet, Hardtop und sogar einen Kombi.
1959 wurde das Modell Surrey Gala eingeführt. Es war für Ferienorte gedacht, üblicherweise für Autovermietungen. Diese Fahrzeuge waren im Allgemeinen rosa, es gab sie aber auch in Hellblau und Hellgrün. Der Wagen hatte ein gestreiftes Stoffdach und eine Stoffabdeckung für das Reserverad (Continental Tire Mount).

## DJ-5 und DJ-6
Der DJ-3A wurde 1965 vom rechtgelenkten DJ-5 Dispatcher 100 abgelöst. Dieser basierte auf dem CJ-5 und hatte entweder den Willys Hurricane - Motor oder den Buick Dauntless - V6 - Motor. Von 1965 bis 1973 gab es auch das um 508 mm längere Modell DJ-6 (ebenso wie das Schwestermodell CJ-6).

## DJ-5A bis DJ-5M
Der DJ-5A wurde 1967 eingeführt und damit begann ein Buchstabensystem, das Veränderungen in der Serie anzeigte.
Der DJ-5A hatte die Front des CJ, einen Vierzylinder-Chevrolet-Nova-Motor und eine 2-stufige Powerglide-Getriebeautomatik. 1971 gab es eine Variante mit einem Kühlergrill mit 5 Stäben ohne Blinker, die nur zur Postverteilung verwendet wurde. Das gewährte dem Reihensechszylinder von AMC und seinem Kühler mehr Platz. Sie ähnelten der CJ-Serie, waren aber geschlossene Fahrzeuge mit Hinterradantrieb und Schiebetüren (die während der Fahrt offen bleiben konnten) und einer hinteren Klapptüre. Die meisten Fahrzeuge hatten nur einen Fahrersitz und einen Behälter für Briefe anstatt des Beifahrersitzes. Ein Vorteil gegenüber früheren Jeep-Modellen war die Montage der hinteren Blattfedern außerhalb der Rahmenträger, was dem Fahrzeug mit seinem hohen Schwerpunkt mehr Kippstabilität verlieh, besonders bei Autobahngeschwindigkeit. Die meisten Fahrzeuge hatten auch ein Sperrdifferential und ein verstärktes Lenkgetriebe.
AMCs Tochter AM General brachte etliche verschiedene Motoren zum Einsatz. Die Fertigung des DJ endete 1984 mit dem DJ-5M, der den Reihenvierzylinder mit 2458 cm³ Hubraum hatte.

### DJ-5E „Electruck“
Im Nachgang zur Ölkrise 1973 kam es zu verschiedenen Förderprogrammen der US-Regierung für Fahrzeuge mit Elektroantrieb. Jeep entwickelte für AMC eine entsprechende Version des DJ-5A. Das Fahrzeug erhielt die Bezeichnungen DJ-5E „Electruck“ und AMC Postal Van. 1974 bestellte der U.S. Postal Service 350 Exemplare. Die Auslieferung begann im folgenden Jahr und wurde 1976 abgeschlossen. Die ersten zehn Exemplare gingen nach Evansville (Indiana). Der „Electruck“ war in der Anschaffung doppelt so teuer wie der DJ-5A; die Investition sollte sich aber durch durchschnittlich 10 % niedrigere Unterhaltskosten über die kalkulierte Einsatzzeit von 10 Jahren rechnen. Der „Electruck“ erreichte 33 mph (ca. 50 km/h) und hatte eine Reichweite von 29 Meilen (ca. 50 km) bei einer Ladedauer von 8 Stunden. Das Fahrzeug zeigte Schwächen bei starkem Anstieg; bei großer Kälte ließ die Batterieleistung nach. Bis 1983 waren die meisten dieser Fahrzeuge außer Dienst gestellt.

## Modellübersicht
- DJ-3A (1955-64): 2196 cm³ - R4  - sv, manuelles Dreiganggetriebe
- DJ-5  (1965-67): 2196 cm³ - R4  - sv, manuelles Dreiganggetriebe
- DJ-5A (1968-70): Chevrolet - R4, Powerglide-Automatik
- DJ-5B (1970-72): 3802 cm³ - R6 (AMC), BorgWarner T-35 Automatik mit 3 Stufen
- DJ-5C (1973-74): 3802 cm³ - R6 (AMC), T-35 oder M-11 Automatik
- DJ-5D (1975-76): 3802 cm³ - R6 (AMC), 727 TorqueFlite Automatik
- DJ-5E (1975-76): „Electruck“ mit Elektroantrieb
- DJ-5F (1977-78): 3802 / 4228 cm³ - R6 (AMC), 727 TorqueFlite Automatik
- DJ-5G (1979): 1983 cm³ - R4 (Audi), 904 TorqueFlite Automatik
- DJ-5L (1982): 2474 cm³ - R4 (General Motors), Chrysler 904 - Getriebe
- DJ-5M (1983-84): 2458 cm³ - R4 (AMC), Chrysler 904 - Getriebe